# Хлорид барію

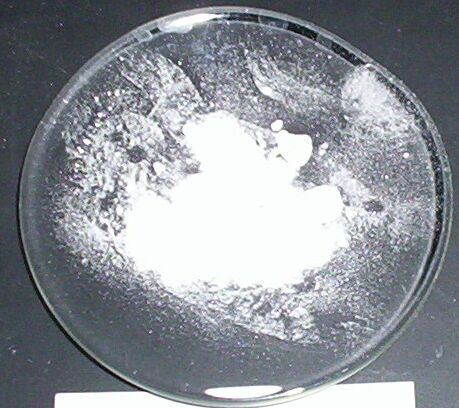

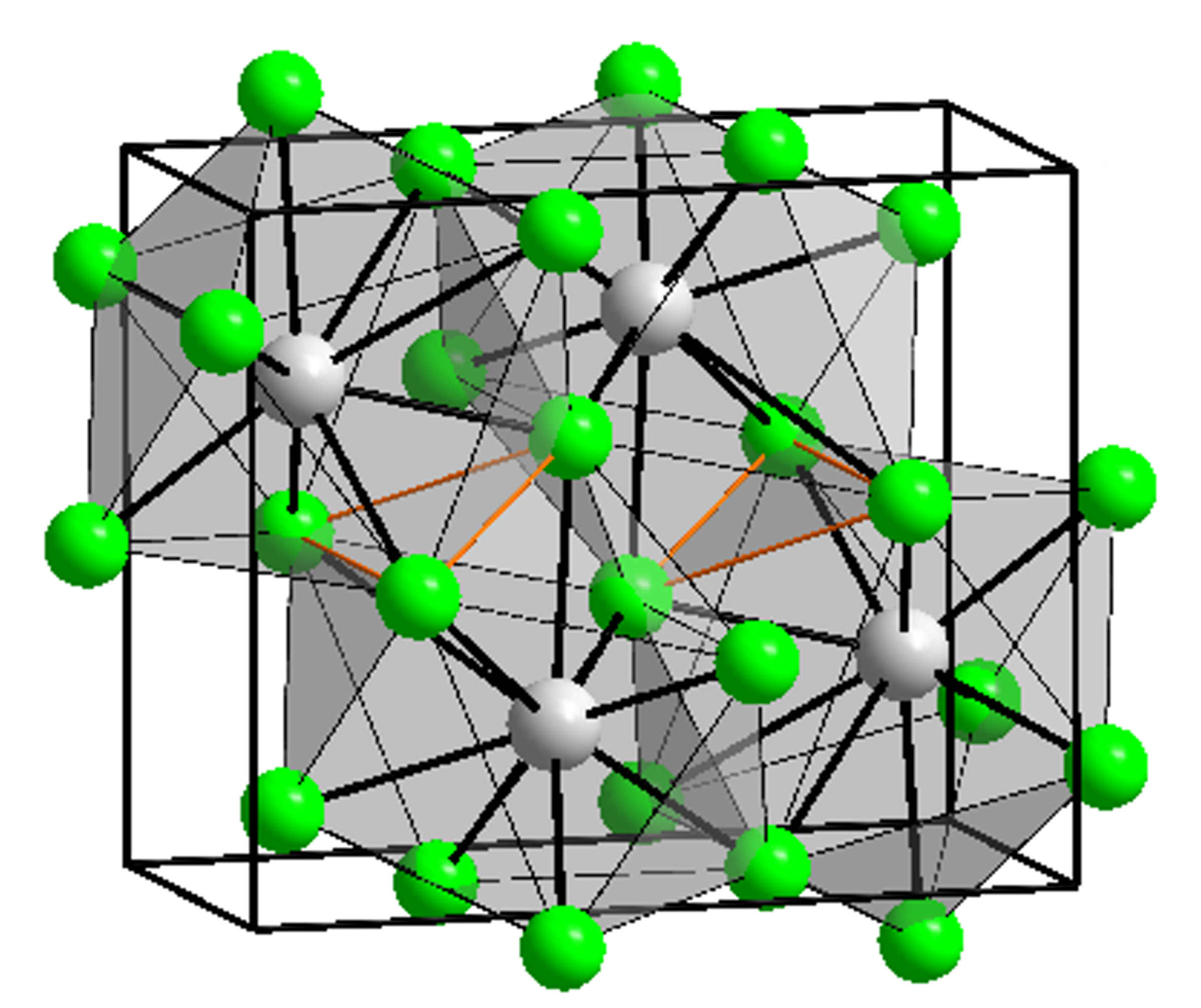

Хлори́д ба́рію — барійова сіль соляної кислоти, описується хімічною формулою BaCl2 . Білі кристали, розчинні у воді (26,4% при 20°), при 113° збезводнюються. Сполука гігроскопічна.

## Фізичні властивості
Температура плавлення 961 °С, температура кипіння 2047°С; густина 3,856 г/см³. Діамагнітний. Добре розчиняється у воді, спирті, мало розчиняється в ацетоні і сірководні. Розчинність у воді (г в 100 г): 31,7 (0°С), 36,2 (20°С), 58,7 (100°С). Не розчиняється у ефірі. З А1С13, LiCl, NaCl, BaSO4, BaTiO3, BaWO4 утворює евтектичні суміші, BaBr - неперервний ряд твердих розчинів. 
Відомі кристалогідрати BaCl2·Н2O, BaCl2·2Н2O. Молярна електропровідність при безкінечному розведені при 25 °C дорівнює 279,9 Ом.см²/моль

## Отримання
Отримують прямим синтезом з елементів, дією хлору на оксид або гідроксид барію, дією соляної кислоти на оксид, гідроксид або карбонат барію:
Ba + Cl2 → BaCl2
BaO + HCl → BaCl2
BaCO3 + HCl → BaCl2 + H2CO3, де H2CO3 → CO2 + H2O

## Застосування
Хлорид барію використовують для боротьби зі шкідниками, для виготовлення деяких фарб, в аналітичній хімії тощо. Також в промисловості використовують для отримання металічного барію.